# Грегоровце
Грегоровце (слч. Gregorovce) насељено је мјесто са административним статусом сеоске општине (слч. obec) у округу Прешов, у Прешовском крају, Словачка Република.

## Становништво
| Година:    | 1994. | 2004.   | 2014.   | 2024.    |
| ---------- | ----- | ------- | ------- | -------- |
| Број људи: | 735   | 781     | 823     | 941      |
| Разлика:   |       | +6,25 % | +5,37 % | +14,33 % |

| Година:    | 2023. | 2024.   |
| ---------- | ----- | ------- |
| Број људи: | 935   | 941     |
| Разлика:   |       | +0,64 % |

Према подацима о броју становника из 2024. године насеље је имало 941 становника.